# Нова година
Нова година је дан када по соларним и сличним календарима почиње следећи календарски, датумски, циклус, односно то је први дан у следећој години.
У свим културама које користе годишње календаре долазак нове године се прославља као празник. У данашње доба, већина развијених земаља је прихватила рачунање времена по грегоријанском календару и почетак нове године рачуна од 1. јануара. Нова година се као празник слави 1. јануара и обично је нерадан дан.
Током дочека Нове године, 31. децембра, обичај је да се испаљује ватромет током ишчекивања поноћи, и да се у поноћ размењују поклони са жељама за успешну наредну годину. Деци се поклони остављају испод новогодишње јелке, где их чекају када се пробуде наредног дана (јутра), али се они могу размењивати и одмах након поноћи.
Прослава Нове године је у СФРЈ посебан значај почела да добија после Другог светског рата када се покушао сузбити значај који је велики део хришћанског становништва са тих простора придавао прослави Божића, тако што се пажња усредсредила на до тада мање прослављану и религијски непопуларну Нову годину.
Прослављање Нове године на дан који је грегоријанским календаром означен као први јануар није одувек било присутно; наиме многе културе су смену година, пре него што се усталио данашњи обичај, обележавале у пролеће или јесен. У хришћанским срединама, први јануар је познат као дан на који је Исус Христос обрезан. Међутим, Црквена Нова Година се не слави нa тај дан. На пример, иако даје благослов цивилном слављу, Православна Црква слави Нову годину 1. септембра по Јулијанском или Грегоријанском календару (зависно од помесне цркве), почињући тада свој литургијски циклус.
Павле Ровински је записао да у новије време књаз Никола Петровић чека Нову годину по европском обичају, у поноћ. Долазили би му у госте виши чиновници и представници страних држава. У поноћ би настала пуцњава из топова. Другог дана након литургије ишли би код књаза и насљедника са честиткама. Тај обичај се постепено усвајао и у другим местима, али сеоски народ у томе није учествовао.

## Нова година у различитим земљама и културама
Јапанска Нова година (正月, Шогатсу) тренутно се обележава 1. јануара и обично се празнује до 3. јануара, док други извори кажу да Шогатсу траје до 6. јануара. Године 1873., пет година након Меиџи рестауранције, Јапан је усвојио грегоријански календар. Пре 1873. Јапан је користио лунарни календар са дванаест месеци по 29 или 30 дана у сваком, што је укупно чинило око 354 дана годишње.
Кинеска Нова година, такође позната као Празник пролећа или Лунарна Нова година, почиње сваке године у новом месецу првог лунарног месеца, око почетка пролећа (личун). Тачан датум може бити у било које време између 21. јануара и 21. фебруара (укључујући) по грегоријанском календару. То је најважнији кинески празник године.
Људи славе почетак године од давнина, а најранија забележена славља одржана су пре око 4000 година (у време Старог Вавилона). Вавилонска Нова година почињала је с првим младим месецом након северне равнодневнице. Древна славља трајала су једанаест дана.
Иранска Нова година, названа Навруз, је дан који садржи прецизан тренутак равнодневнице на северу, која обично долази 20. или 21. марта, обележавајући почетак пролећне сезоне. Зороастријска Нова година поклапа се са иранском Новом годином Наврузом и слави се од стране Парса у Индији, као и зороастријаца и Персијанаца широм света. У бахаистичком календару нова година почиње на дан пролећне равнодневнице 20. или 21. марта и назива се Науруз. Иранска традиција је такође пренета на земље Централне Азије, укључујући Казахе, Узбекистанце и Ујгуре, и тамо је позната као Науриз. Обично се слави 22. марта.
Рош ха-Шана (хебрејски "глава године") је јеврејски дводневни празник који обележава кулминацију седам дана Стварања и годишње обнављање Божијег света. Овај дан има елементе празника и самоанализе, јер се традиционално сматра да Бог процењује своје стварање и одређује судбину свих људи и створења за предстојећу годину. У јеврејској традицији мед се користи као симбол слатке нове године. У неким заједницама се деле мале сламке меда како би се дочекала нова година.